# 85 Близнецов
85 Близнецов (лат. 85 Geminorum, HD 64648) — одиночная звезда в созвездии Близнецов на расстоянии приблизительно 569 световых лет (около 174 парсеков) от Солнца. Видимая звёздная величина звезды — +5,365m.

## Характеристики
85 Близнецов — белая звезда спектрального класса A0Vs. Радиус — около 2,99 солнечных, светимость — около 103,49 солнечных. Эффективная температура — около 10010 К.